# Elaver dorotheae
Elaver dorotheae là một loài nhện trong họ Clubionidae.
Loài này thuộc chi Elaver. Elaver dorotheae được Willis J. Gertsch miêu tả năm 1935.